# Concours international du gamay
 (juillet 2018).
Le concours international du gamay récompense les meilleurs vins à base de gamay en attribuant des médailles. Il est organisé par InterBeaujolais, l’Interprofession des vins du Beaujolais et Armonia.
L'objectif est :
- Sélectionner et promouvoir les meilleurs gamay dans le monde.
- Renforcer l'image et la notoriété du gamay auprès des consommateurs.
- Faire découvrir la diversité et les atouts du gamay dans le monde

## Lieu
Depuis 2011, les dégustations se déroulent à la Cité internationale de Lyon.

## Le jury
Chaque table de jury est composée de professionnels du vin (œnologues, sommeliers, cavistes, courtiers, producteurs, chefs cuisiniers….) et d’amateurs éclairés (membres de club de dégustations, journalistes internationaux, blogueurs…). Les professionnels du vin vérifient la conformité. La dégustation se fait à l’aveugle.
Chaque dégustateur note les vins individuellement puis comparativement. Le vin est analysé selon plusieurs critères : visuel, olfactif, gustatif, harmonie générale ; il est ensuite évalué à l’aide d’une grille de notation.
À la fin de la dégustation le commissaire général du concours récupère les notes de chaque jury puis les résultats sont agrégés via l'informatique.

## Les médailles
- Médaille d’or
- Médaille d’argent

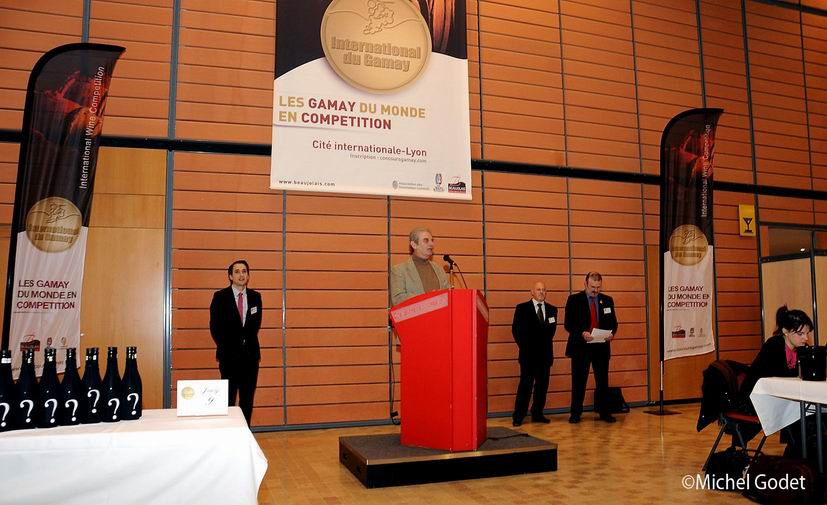
Salle de la compétition.

Les producteurs peuvent apposer les médailles sur les bouteilles récompensées.

## Chiffres clefs
- 2011 : 600 échantillons dégustés et 167 médailles décernées[5]
- 2012 : 550 échantillons dégustés et 169 médailles décernées[6]
- 2013 : 550 échantillons dégustés et 165 médailles décernées[7]
- 2014 : 473 échantillons dégustés et 152 médailles décernées[8]
- 2015 : 535 échantillons dégustés et 160 médailles décernées[9]
- 2016 : 557 échantillons dégustés et 165 médailles décernées[10]
- 2017 : 705 échantillons dégustés et 215 médailles décernées[11]
- 2018 : 747 échantillons dégustés et 234 médailles décernées[12]
- 2019 : 755 échantillons dégustés et 220 médailles décernées[13]
- 2020 : 802 échantillons dégustés et 246 médailles décernées[14]
- 2021 : 879 échantillons dégustés et 271 médailles décernées[15]
- 2022 : 738 échantillons dégustés et 245 médailles décernées[16]
- 2023 : 729 échantillons dégustés et 229 médailles décernées [17]

## Trophée du meilleur gamay du monde
Depuis 2015 à l’issue du concours, un « Grand Jury » re-déguste les médaillés d’or les mieux notés afin de déterminer le meilleur gamay du monde. Le trophée de cette récompense ultime est remis au lauréat lors de la remise des diplômes.
- 2015 : Domaine De Prapin - Cuvée « Antica Vieilles Vignes » - Coteaux-du-lyonnais, France - Rouge 2014[18]
- 2016 : Domaine Des Maisons Neuves - Chiroubles, France - Rouge 2015[19]
- 2017 : Domaine Tano Pechard - Cuvée « Canicule » - Régnié, France - Rouge 2014[20]
- 2018 : Domaine de Thulon - Cuvée « Opale » - Beaujolais-villages, France - Rouge 2015[21]
- 2019 : Franck Chavy - Cuvée "Fût de Chêne" - Morgon, France - Rouge 2017[22]
- 2020 : Les Grandes Mises - Mommessin - AOP Saint-Amour - France - Rouge 2018[23]
- 2021 : Domaine Béroujon - Beaujolais-villages - France - Rouge 2020[24]
- 2022 : Domaine Nicolas Boudeau - Brouilly - France - Rouge 2020[25]
- 2023 : Domaine Nicole et Romain Chanrion - Côte de Brouilly - France - Rouge 2020[26]
- 2024 : Domaine de Colonat - Cuvée Moulin-à-vent - Beaujolais - France - Rouge 2023[27]
- 2025 : Véronique et Laurent Ducrot - Cuvée du Relais - Beaujolais-villages, France - Rouge 2023[2]

## Particularité
Depuis la création du concours, douze pays sont représentés : la France, l'Italie, la Suisse, le Canada, le Royaume-Uni, l'Australie, la Slovénie, l'Allemagne, la Croatie, la Serbie, les États-Unis et la Hongrie.